# Simonida
Simonida Nemanjić (serbisch-kyrillisch Симонида Немањић, geborene Simonis Palaiologina griechisch Σιμωνίς Παλαιολογίνα; * 1294 in Konstantinopel; † nach 1340 oder 1345) war eine byzantinische Prinzessin und die fünfte und letzte Ehefrau des serbischen Königs von Raszien,  der Küstenländer und aller Serben, Stefan Uroš II. Milutin.

## Leben

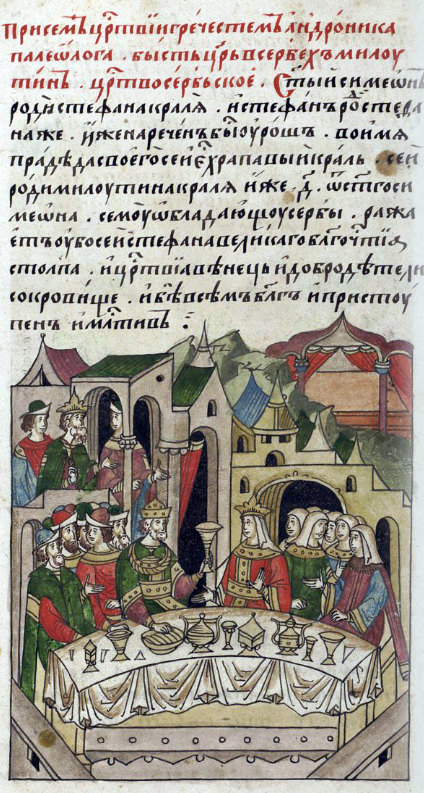
Hochzeit Simonida Palailoginas mit Stefan Uroš I. Milutin in Thessaloniki. Russische Miniatur aus der Illustrierten Chronik Iwans IV. (Лицевой летописный свод), 1568–1576

Simonida war die einzige Tochter des Byzantinischen Kaisers Andronikos II. Palaiologos aus seiner 2. Ehe mit Yolande (Irene) von Montferrat, Tochter von Markgraf Wilhelm IX.
Als Stefan Uroš II. Milutin. 1282 kurz nach seiner Thronbesteigung Karl von Anjou Unterstützung zugesagt hatte, sich mit Epirus verbündete und dem Byzantinischen Reich den Krieg erklärte, entriss er den Bulgaren mit seiner Streitmacht den strategischen Stützpunkt Skopje, die Straße in Richtung Süden nach Thessaloniki und Nordgriechenland, was den Kaiser Andronikos II., der die militärische Schwäche auf byzantinischer Seite klar erkannte, beunruhigte. 1297 entschloss er sich für eine diplomatische Lösung und schlug dem verwitweten Milutin seine Schwester Eudokia vor, die Witwe Johannes’ II. von Trapezunt, die von der Sache allerdings absolut nichts wissen wollte. Somit musste die fünfjährige Simonida geopfert werden.
An Ostern 1299 brachte Andronikos seine Tochter persönlich nach Thessaloniki, wo der Bräutigam sie erwartete. Die Trauung wurde vom Erzbischof Makarius I. von Ohrid vorgenommen. Es wird berichtet, dass Milutins Entzücken an Simonida vor allen Dingen auf der Tatsache beruhte, dass sie als Mitgift das gesamte byzantinische Gebiet in Mazedonien einbrachte, das seine Verbände bereits erobert hatten. Die südliche Grenze des serbischen Königreiches lag jetzt nördlich der Linie von Ohrid–Prilep–Veles–Štip. Milutin erkannte die festgelegten Grenzen an und die Beziehungen zwischen Serbien und Konstantinopel waren bis zu seinem Tod im Jahr 1321 freundlich und fruchtbar. Beide Seiten profitierten von der diplomatischen Hochzeit. Konstantinopel wurde von der Furcht befreit, dass Thessaloniki an die Serben fallen könnte und Serbien bereicherte sich der byzantinischen Zivilisation, Benehmen und Kunst.
Simonida sollte noch ein paar Jahre in der königlich-serbischen Kinderstube verbleiben, bis sie alt genug war, um mit ihm zusammenzuleben. Nach einigen byzantinischen Quellen soll Milutin nicht auf Simonidas Reife gewartet haben.
Als Milutin starb am 19. Oktober 1321 kehrte Simonida in ihre Heimat zurück, wo sie als Nonne in das Kloster des Heiligen Andreas in Krisei eintrat. Über ihr späteres Leben ist nur wenig bekannt, so ist auch ihr Todesdatum nicht genau gesichert. Einigen Quellen zufolge starb sie nach 1340 andere hingegen berichten, dass sie bis mindestens 1345 am Leben war.

## Rezeption

### Kunst
Simonida war für ihre Schönheit bekannt und ist bis heute in einem Fresko im Kloster Gračanica dargestellt. Es gilt als eines der wertvollsten Fresken der serbischen Kunst. Jedoch ist das Fresko durch muslimischen Invasoren teilweise beschädigt worden, so dass es Schäden an den Augen aufweist.

### Medien
In der serbischen Tradition ist Simonida als eine Figur von Reinheit und Schönheit überliefert. Ihr Leben wird bis heute gelegentlich von serbischen Lyrikern und Poeten thematisiert. Der berühmte serbische Dichter Milan Rakić schrieb im frühen 20. Jahrhundert, inspiriert von Simonidas Fresko im Kloster Gračanica, ein lyrisches Gedicht über die byzantinische Königin mit dem Titel Simonida, welches heutzutage zur Standardlektüre an serbischen Gymnasien gehört. Milutin Bojić schrieb 1912 das psychologische Drama Kraljeva Jesen („Herbst des Königs“) über die byzantinische Königin.

### Wissenschaft
Einer der vom serbisch-jugoslawischen Astronomen Milorad B. Protić entdeckten Asteroiden, 1675 Simonida, wurde nach Simonida Nemanjić benannt.

## Stammbaum
```
Andronikos Palaiologos
  Theodora Komnene Palaiologina
           │                                      │
           │                                      │
Johannes Dukas Batatzes
     Eudokia Angelina          
Bonifatius II.
                 Margarete von Savoyen
           ——————————————            │                                      │                              │                                         │
                                                                ——————————————                                 ——————————————
                                   │                                             │                                                    │                                         │
                     
Michael VIII. Palaiologos
     
Theodora Doukaina Vatatzina
                  
Wilhelm VII. (Montferrat)
              Beatrix von Kastilien
                                         │                                       │                                                    │                                         │
                                          ——————————————                                                      ———————————————
                                                              │                                                                                             │
                                           
Andronikos II. Palaiologos
                                                         
Yolande von Montferrat

                                                              │                                                                                              │
                                                               —————————————————————————————————
                                                                                                                   │
                                                                                                            
Simonida
```